# Hanna Maria Giza
Hanna Maria Giza-Tomann (ur. 14 kwietnia 1948 w Ostrowcu) – polska dziennikarka radiowa, aktorka, autorka adaptacji i reżyser słuchowisk radiowych.

## Życiorys
W roku 1970 ukończyła warszawską Akademię Teatralną im. Aleksandra Zelwerowicza. W latach 1970–1983 była aktorką Teatru Ateneum w Warszawie. Występowała też w spektaklach Teatru Telewizji, filmach fabularnych i serialach tv. Karierę aktorską zakończyła pod koniec lat 80.
Pracę w Polskim Radiu rozpoczynała jako reżyser słuchowisk Teatru Polskiego Radia. W 1989 została dziennikarką Polskiego Radia. Początkowo pracowała w Redakcji Programów Katolickich. Tam, w latach 1990–1992 była autorką popularnego cyklu słuchowisk Przyjąć Biblię taką, jaką ona jest oraz innych audycji ekumenicznych. 
W 1991 rozpoczęła pracę w Programie 3 Polskiego Radia. Zajmowała się tam publicystyką społeczną i kulturalną, szczególnie promocją literatury i popularyzacją nauki. W kwietniu 2000 przeszła do Redakcji Publicystyki Kulturalnej Programu 2. W wyniku nieprzedłużenia umowy Polskie Radio zakończyło współpracę z Hanną Marią Gizą w 2020 roku. 
W latach 1995–2005 pełniła także rolę zagranicznej korespondentki kulturalnej Polskiego Radia.

## Audycje
- Zabawy literackie (od 1994, Program 3)[2]
- Klub Ludzi Ciekawych Wszystkiego (1994-2019, Program 3, potem Program 2)[2]
- W obiektywie – rozmowy z polskimi fotografikami (Program 2)[2]
- Sezon na Dwójkę (Program 2)[2]
- cykl Przyjąć Biblię taką, jaka ona jest (1991–1992)[2]
- cykl Historia Kościoła – przed Wielkim Jubileuszem[4]
- Od lipca 2021 roku prowadzi podkasty pod tytułem "Klub Ciekawych Wszystkiego" www.klcw.pl

## Działalność
Przeprowadzała wywiady radiowe m.in. z Umbertem Eco, Władimirem Bukowskim, Stanisławem Lemem, Rogerem Penrose’em, Aleksandrem Wolszczanem, Normanem Daviesem, Ryszardem Kapuścińskim, Hanną Krall, Jerzym Giedroyciem, Günterem Grassem i Robertem Zubrinem.

## Książki
- Wywiady z mistrzami fotografii (seria Artyści mówią, Rosikon Press, Izabelin-Warszawa 2011)
- Święty Ojciec. 80. urodziny Jana Pawła II (Biały Kruk, Kraków 2000)
- Dziennik trójkowej Bridget Jones, czyli Brygidy Janoskiej (Zysk i S-ka, Poznań 2002) – jako redaktor
- Święty Ojciec. Zwierzenia papieskiego fotografa Arturo Mari (Biały Kruk, Kraków 2000)
- W obiektywie. Mistrzowie fotografii polskiej. Rozmowy Hanny Marii Gizy (Rosikon Press, Izabelin-Warszawa 2005)
- Ostatnie lato w Maisons-Laffitte. Jerzy Giedroyc, Zofia Hertz, Henryk Giedroyc. Sierpień 2000 r. - listopad 2001 r. (Kolegium Europy Wschodniej, Wrocław 2007)

## Nagrody i wyróżnienia
- 1971 - "Złote grono" Łagów, Lubuskie Lato Filmowe – nagroda za drugoplanową rolę kobiecą w filmie Kaszëbë[1]
- 1998 – nominacja do Nagrody Sezonu Wydawniczo-Księgarskiego „Mały Ikar” w kategorii publicystycznej (za „niekonwencjonalne promowanie książki na antenie radiowej i poza nią”)[3]
- 2000 – Srebrny Krzyż Zasługi[5][3]
- 2000 – II Nagroda w Konkursie Radiowych Audycji Edukacyjnych „Wielki Brzym 2000”[6] za audycję edukacyjną DNA na CD[3]
- 2001 – Europress[7]
- 2001 – nagroda Stowarzyszenia Wydawców Katolickich „Feniks” (za promowanie literatury i kultury chrześcijańskiej)[3]
- 2005 – Złoty Krzyż Zasługi[8]
- 2005 – Srebrny Medal „Zasłużony Kulturze Gloria Artis”[3]
- 2006 – Złoty Mikrofon (za „szczególną wrażliwość w prezentacji problemów i ludzi kultury oraz popularyzację nauki”)[3]
- 2008 – nagroda Phil Epistémoni – Przyjacielowi Nauki[3][7]
- 2009 – Nominacja do tytułu Mistrza Mowy Polskiej[9]
- 2011 – Krzyż Kawalerski Orderu Odrodzenia Polski[10][11]

## Filmografia
- 1967: Szach i mat! − dziewczyna w domu Angeliki
- 1970: Kaszëbë − dziewczyna
- 1972: Ogłoszenie matrymonialne − kandydatka spotkana we Wrocławiu
- 1972: Dama pikowa − Liza, siostrzenica hrabiny
- 1972: Tajemnice Andów
- 1977: We dwoje − Ewa
- 1978: Ty pójdziesz górą... − Eliza Orzeszkowa
- 1979: Wędrujący cień − nauczycielka, koleżanka Anny
- 1980: Ćma − Iwona
- 1982: Popielec − Łojasonka
- 1983: Alternatywy 4 − wdowa (odc. 2 i 3)
- 1984: Kobieta z prowincji − Żydówka Siejwa
- 1986: Cudzoziemka − Sophie
- 1989: Konsul − Marysia, żona Mitury